# 일본 26위 성인
일본 26위 성인(日本二十六位 聖人, 일본어: 日本二十六聖人, 영어: 26 Martyrs of Japan)은 1597년 일본 나가사키에서 순교한 26명의 로마 가톨릭 성인들을 말한다.
1587년 도요토미 히데요시는 기리시탄 금령을 최초로 정하고 1597년 2월 6일 로마 가톨릭교도 26명을 나가사키로 끌고 가서 화형에 처하였다.
이들은 1862년 교황 비오 9세에 의해 시성되었다. 성공회에서 이들을 기념한 것은 로마 가톨릭보다 현저히 늦어 20세기 후반에야 이루어졌다.

## 26위 성인 목록

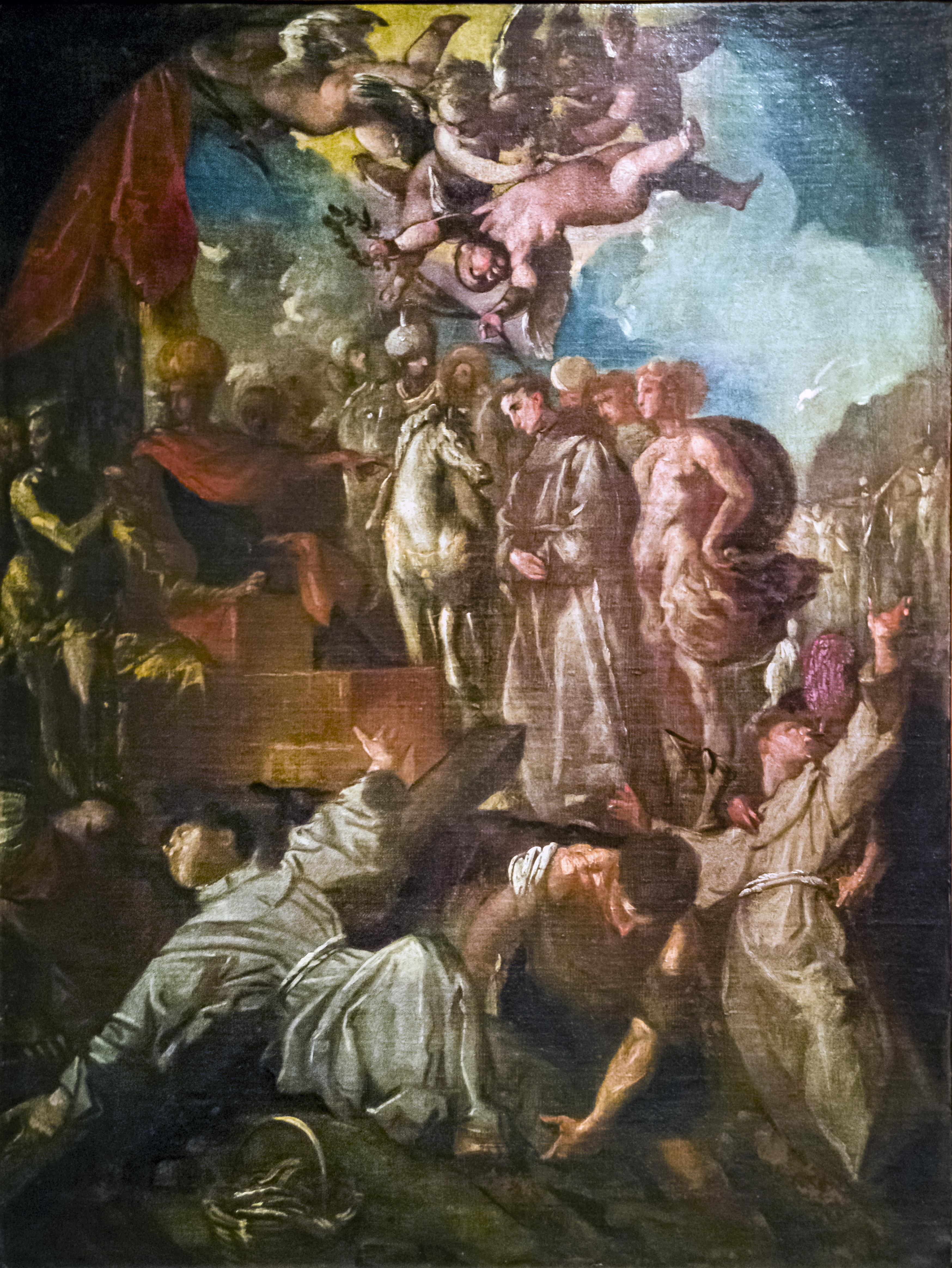
나가사키의 프란체스코 회 순교

1. 성 프란치스코 기치
2. 성 코스마 타케야
3. 성 베드로 스케시로
4. 성 미카엘 코자키
5. 성 디다코 키사이
6. 성 바오로 미키
7. 성 바오로 이바라키
8. 성 요한 고토
9. 성 루드비코 이바라키
10. 성 안토니오
11. 성 베드로 밥티스타
12. 성 마르티노 데 라 아센시온
13. 성 필립보 데 헤스스
14. 성 곤잘로 가르시아
15. 성 프란치스코 브랑코
16. 성 프란치스코 데 산 미겔
17. 성 마티아
18. 성 레오 카라스마루
19. 성 보나벤투라
20. 성 토마스 코자키
21. 성 요아킴 사카키바라
22. 의사 성 프란치스코
23. 설교자 성 토마스
24. 성 요한 키누야
25. 성 가브리엘
26. 성 바오로 스즈키

## 같이 보기
- 일본 26 성인 기념관
- 남만무역
- 사일런스 (2016년 영화)